# H Scorpii
Désignations
H Scorpii (en abrégé H Sco) est une étoile géante orangée de la constellation du Scorpion, de type spectral K5III. Avec une magnitude apparente de +4,18, elle est visible à l’œil nu. Sa distance, déterminée à l'aide des mesures de parallaxe faites durant la mission Gaia, est de 80,66 ± 2,52 pc (∼263 al) ; cette distance est inférieure à celle qui avait été estimée à l'aide des données acquises durant la mission Hipparcos (105 ± 2 pc (∼342 al)).
À l'origine, H Scorpii faisait partie de la constellation de la Règle, créée par Nicolas-Louis de Lacaille. Il lui attribua la désignation de Bayer Beta Normae (β Nor). Mais ultérieurement, l'étoile fut transférée à la constellation du Scorpion et reçut alors sa dénomination actuelle, H Scorpii.